# MALDI
MALDI (forkortelse af Matrix-assisted laser desorption-ionization) er ioniseringsteknik, er benytter en laserenergi-absorberende matrix til at skabe ioner fra store molekyle med minimal fragtmentering.
Det stof eller den blanding af stoffer, man vil undersøge, blandes med en matrix, der f.eks. kan bestå af 2,5-dihydroxybenzoesyre, og bombarderes med laserlys, der skyder stykker af matrix med de opløste stoffer fri og ioniserer dem. Et elektrisk felt flytter de dannede ioner til analysatoren, der i forbindelse med MALDI ofte vil være TOF (time of flight), hvilket giver MALDI-TOF massespektrometri.
I forhold til tidligere metoder til dannelse af ioner til massespektrometri er MALDI mere nænsom, da matrix-stofferne beskytter de molekyler, man er interesseret i. Senere er endnu mere skånsomme metoder dog blevet udviklet, bl.a. elektrosprayinjektion (ESI) og desorptionselektrosprayinjektion (DESI). Metoden er også blevet kombineret med DESI til MALDESI, hvor en laser skyder materiale ud i en strøm af partikler dannet vha. ESI.